# Буцинський Дмитро Тимофійович
Буцинський Дмитро Тимофійович (09(21).02.1851, за ін. даними, 1855, с. Гнезділово, Фатезький повіт, Курська губернія, Російська імперія — 16(28).07.1891, Шліссельбурзька фортеця, Санкт-Петербург, Російська імперія) — російський революціонер, народоволець (українець за походженням, як і більшість членів "верхівки" «Народної волі»). 

## Життєпис
Народився у селі Гнезділово Фатезького повіту Курської губ. у сім'ї священика. 
Навчався в Курському духовному училищі, Білгородській духовній семінарії, на медичному факультеті Харківського університету, звідки виключений за участь у студентських заворушеннях 1878. 
Створив у Харкові революційний гурток, входив до молодіжного товариства, організованого Є. Ковальською.
1879 перейшов на нелегальне становище, прибув до Києва, прилучився до «Народної волі» та об'єднаного кола народовольців і чорнопередільців (див. «Чорний переділ»), налагодив зв'язки з таємними організаціями Харкова та Одеси. 
Заарештований в січні 1880. Утримувався ув'язненим у Києві та Харкові. 7 серпня (26 липня) за вироком Київського військово-окружного суду покараний 20-річною каторгою з подальшим довічним поселенням у Сибіру. До весни 1881 — в Харківській тюрмі, потім у Мценській, 1882 — в Забайкаллі, на Карійській каторзі. 
Влітку 1882 відправлений до Петербурга, у вересні замкнений до Трубецького бастіону Петропавловської фортеці. У серпні 1884 переведений до Шліссельбурзької фортеці, де й помер (офіційний діагноз — набряк легенів) 16(28) липня 1891 р. у віці 36 років.